# De Leeuw van Vlaanderen

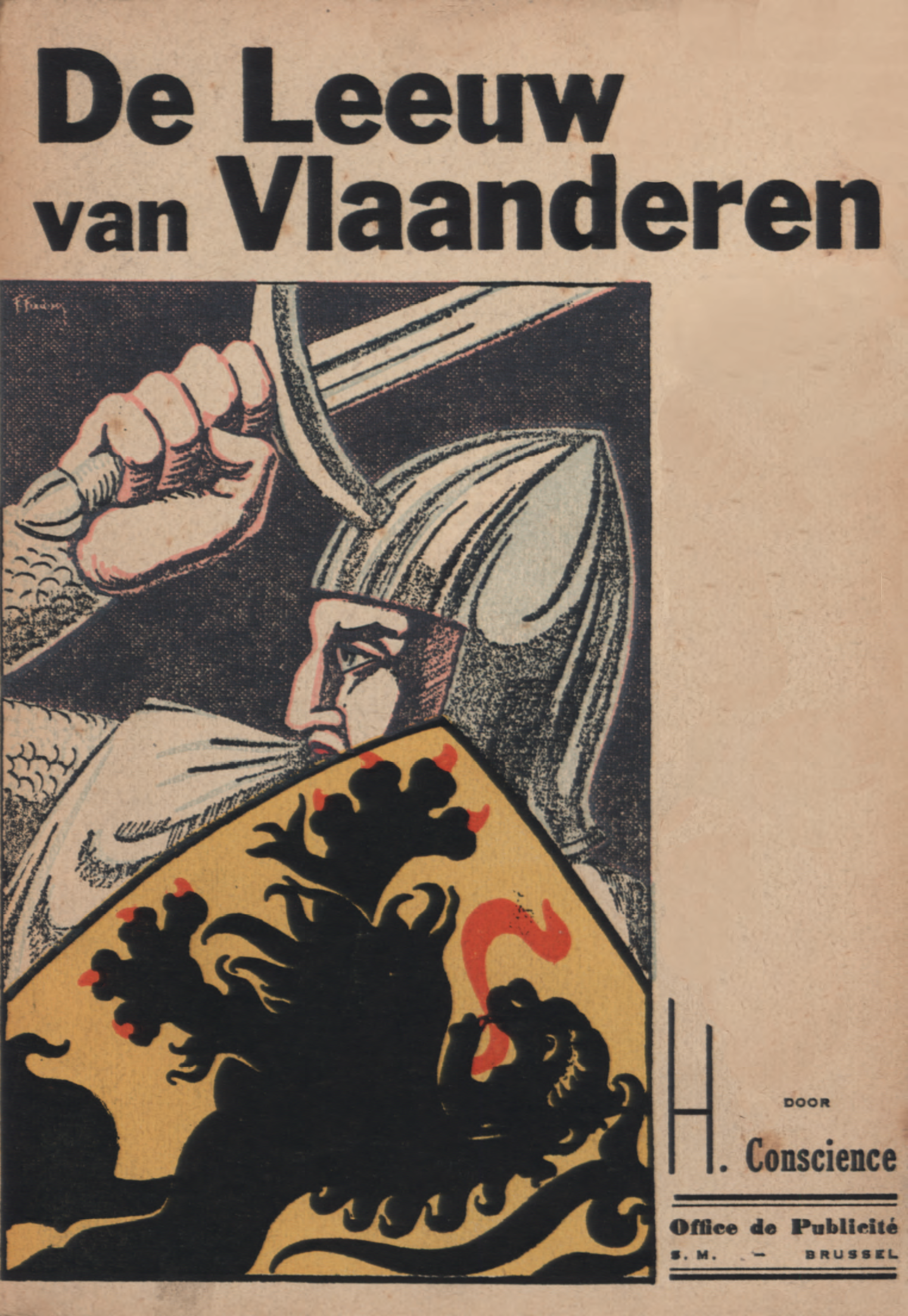
A könyv borítója

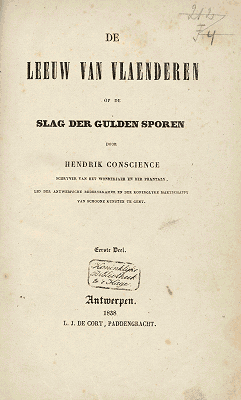
A Flandria oroszlánja fedőlapja, az 1838-as első kiadásból

A De Leeuw van Vlaanderen vagyis "Flandria oroszlánja" a flamand író, Hendrik Conscience egyik legjelentősebb és leghíresebb regénye.
A történelmi tárgyú regény a Kortrijk városa közelében 1302-ben vívott aranysarkantyús csatát dolgozza fel, illetve ezen keresztül mutatja be III. Róbert flamand gróf (Flandria oroszlánja) és lánya, Mathilde életét. A regény számos hasonlóságot mutat Walter Scott híres alkotásával, az Ivanhoe-val: egy tényleges történelmi eseményt felhasználva mutatják be a korabeli társadalom egy csoportját, életüket. A regénynek nincs egy meghatározott főszereplője, hanem egy csoport küzdelmét mutatja be.

## Cselekmény
A regény lényegében az 1302. július 11-én vívott aranysarkantyús csata előzményeit és eseményeit mutatja be. A csata csak egy volt IV. Fülöp francia király és hűbérese, Guy de Dampierre küzdelmében, akik már hosszú ideje konfliktusban álltak egymással. Ennek oka, hogy Fülöp mindenáron szerette volna a francia korona közvetlen befolyása alá vonni a gazdag flamand városokat, Gentet és Brugge-t. 1297-ben Guy gróf megszegte hűbéresi esküjét és szövetséget kötött I. Eduárd angol királlyal, mire válaszul Fülöp sereget küldött Flandria elfoglalására. A grófságot ezután Jacques de Châtillon de Saint-Pol kormányozta, de túlkapásai miatt 1302. május 17-én a bruggei felkelés során Châtillon seregét lemészárolták, maga is éppen megmenekült. Fülöp kora egyik legnagyobb lovagseregét küldte a lázadó flamandok ellen, akik viszont a nemesség és a városi polgárság összefogásával ellenálltak a túlerőben lévő franciáknak. Bátorságuknak, a megáradt Groeningenkouter pataknak, amely megakasztotta a francia lovagok rohamát és III. Róbert flamand gróf misztikus, de inspiráló megjelenésének köszönhetően (utóbbi aranyozott páncélban tűnt fel a csata kritikus pontján)a flamandok legyőzték a francia lovagokat és a csata után több mint, 500 aranyozott sarkantyút gyűjthettek össze a csatatérről.

## A könyv hatása
Conscience-t sokan kritizálták, mert a regényben meglehetősen szabadon bánt a történelmi tényekkel. Egyik példa erre, hogy III. Róbertet a flamand sereg megmentőjének mutatja be, miközben ténylegesen a francia király, IV. Fülöp fogságában volt apjával, Guy de Dampierre gróffal együtt. Mentségére legyen mondva, hogy Conscience számos korabeli forrást felhasznált, bejárta a csata színhelyét és a középkori történelem szakértőit is megkérdezte. A regényben szereplő tévedések nagy része a korabeli források pontatlanságának köszönhető.
A regény megjelenése után akkor sikert alkotott és olyan nagy hatást gyakorolt a flamandokra, hogy Conscience-t csak úgy emlegették, mint "aki megtanította népét olvasni" ("de man die zijn volk leerde lezen"). A flamand nacionalisták számára a könyv a flamandok küzdelmét mutatja be a francia elnyomók ellen, igaz a regényben leírt történelmi események idején még nem lehetett flamand vagy belga nemzeti identitásról beszélni, hiszen Belgium csak 1830-ban nyerte el függetlenségét. A nacionalista értelmezés azt is elfelejti, hogy a namuri gróf is a flamandok segítségére sietett, annak ellenére, hogy a Namuri Grófság a francia király hűbérese volt.
A könyvet először 1838-ban adták ki Gentben és viszonylag hamar lefordították francia nyelvre (amely akkor a belga értelmiség nyelve volt). Érdekes, hogy számos holland nyelvű változat létezik. Ennek oka, hogy Conscience volt az egyik első író, aki flamand nyelven alkotott, az ő kezdeményezésére beinduló flamand irodalmi mozgalom hatására számos szó megváltozott vagy eltűnt. Az újabb kiadásokat némileg átdolgozták, hogy a modern olvasó számára könnyebben befogadhatóvá tegyék. A könyv első kiadásának előszavában például a 19. századi flamandok helyzetét bemutató jelentés található.

## Feldolgozás
A Flandria oroszlánját 1977-ben és 1985-ben is megfilmesítették, utóbbi  változat Jan Decleir (Jan Breydel), Jules Croiset (Robert d'Artois) és Frank Aendenboom (III. Róbert) főszereplésével készült, a forgatókönyvet írta és a filmet rendezte Hugo Claus.
A '85-ös változat (a film plakátja az imdb-comon) ambiciózus a történet feldolgozásában, de szerény a kivitelezésben. A jeleneteket a Belgiumban szinte érintetlenül fennmaradt középkori helyszíneken forgatták, de mivel ezeket szinte teljesen körbeveszik a modern épületek, a kamerának meglehetősen kevés mozgástér maradt. A filmben nem szerepel francia dialógus, pedig ekkoriban ez szinte ugyanolyan elterjedt volt, mint a flamand (illetve a nemesség szinte kizárólag ezt beszélte). A csatában kb. 9000 fő vett részt a flamandok és kb. 8000 fő a franciák oldalán, utóbbiak közt 2500 nemesi lovag volt. Ennek ellenére a filmben kb. 1000 statisztával próbálják imitálni a két sereg összecsapását.

## Ld. még
- A Project Guitenberg oldalán ( holland nyelven)
- Hendrik Conscience